# Prorhinia
Prorhinia är ett släkte av fjärilar. Prorhinia ingår i familjen mätare.
Kladogram enligt Catalogue of Life:
| Prorhinia | \| \| Prorhinia dendrellaria \| \| \| \| \| \| Prorhinia pallidaria \| \| \| \| \| \| Prorhinia pingasoides \| \| \| \| |
|           | \| \| Prorhinia dendrellaria \| \| \| \| \| \| Prorhinia pallidaria \| \| \| \| \| \| Prorhinia pingasoides \| \| \| \| |
|           | Prorhinia dendrellaria                                                                                                  |
|           | |
|           | Prorhinia pallidaria |
|           | |
|           | Prorhinia pingasoides                                                                                                   |
|           | |